# Салмсон, Хуго
Хуго Фредрик Салмсон (швед. Hugo Fredrik Salmson; 7 июля 1843, Стокгольм — 1 августа 1894, Лунд) — шведский живописец. Член Шведской королевской академии искусств (с 1880).

## Биография
Родился в семье оптового торговца. По настоянию отца стал изучать экономику и коммерческое дело, но вскоре занялся художественной карьерой. В 1861—1867 годах обучался под руководством Йохана Кристоффера Боклунда в Королевской академии свободных изящных искусств в Стокгольме. В 1867 году художник выиграл королевскую медаль, в результате получил трехлетнюю стипендию для поездки в Париж. В 1868 году отправился через Копенгаген и Дюссельдорф во Францию, где стал учеником живописца исторического жанра Пьера-Шарля Конта.
Хуго Салмсон стал одним из первых шведских художников, которые обучались в Париже, и оставшихся там работать.
В 1868 году Салмсон открыл собственную художественную мастерскую. Из-за начавшейся франко-германской войны несколько месяцев провёл в Брюсселе.
Начинал творить в салонном стиле (картина «Тартюф»), дебютировал в парижском Салоне в 1870 году. Позже под влиянием Жана-Франсуа Милле, Жюля Бретона и в большей степени Жюля Бастьен-Лепажа стал писать в натуралистической манере.
Автор жанровых картин, полотен исторического жанра, особенно, XVI и XVII веков, портретист.
Давал уроки живописи Евгению Шведскому. Был избран в члены Королевской академии изящных искусств в Стокгольме (1880).
Отражающая крестьянскую жизнь картина «Прополка свеклы в Пикардии» вызвала ажиотаж в Салоне 1878 года и сделала художника популярным. Она была расценена как важная работа в шведской пленэрной традиции, несмотря на то, что большая часть её была написана в студии, и что фигуры, резко выделяющиеся на фоне облачного серого неба, приняли несколько театральные позы.
В течение некоторого времени знакомые Салмсона подозревали у него проблемы с психикой. Предположительно, из-за этого покончил с собой во время пребывания в отеле в Лунде.

## Галерея
- Маленький сборщик колосков
- Дети, играющие в карты
- Мужчина в тюрбане
- мальчики играющие на мелководье - на фоне порта Треллеборг
- Портрет молодой девушки
- Собирающая цветы
- Катерина Ягеллонка
- Сеанс